# Sporthal Boshoven
Sporthal Boshoven is een sporthal in het Limburgse Weert. De sporthal wordt gebruikt voor het professionele basketbalteam Basketbal Academie Limburg. De club komt sinds 2017 uit in de Eredivisie en opvolger de BNXT League. De grote sportzaal biedt plaats aan 1.000 toeschouwers. De accommodatie maakt onderdeel uit van sportpark Boshoven. In juni 2023 werd bekendgemaakt dat het gehele sportpark inclusief de sporthal wordt vervangen door een multifuncitonele sportlocatie voor meerdere indoorsporten.